# Ausführliches lateinisch-deutsches Handwörterbuch
Ausführliches lateinisch-deutsches Handwörterbuch bezeichnet 
- 1. den lateinisch-deutschen Teil des Ausführlichen lateinisch-deutschen und deutsch-lateinischen Handwörterbuchs, das Karl Ernst Georges im 19. Jahrhundert herausgab, und
- 2. das selbständige Werk, das Georges Sohn Heinrich im 20. Jahrhundert aus dem lateinisch-deutschen Teil machte, ohne den deutsch-lateinischen Teil fortzuführen.

Heinrich Georges’ Werk wurde 1913 veröffentlicht und seitdem zahlreiche Male nachgedruckt und inzwischen auch digitalisiert; eine Neubearbeitung der gedruckten Ausgabe gab 2013 der Latinistik-Professor Thomas Baier heraus.

## Ausgaben
- Lateinisch-deutsches und deutsch-lateinisches Handwörterbuch.
  - Lateinisch-deutscher Theil, Bd. 1: A–J, 8., vielfach verb. und verm. Auflage, Hahn, Leipzig 1837. 1802 Sp.
  - Lateinisch-deutscher Theil, Bd. 2: K–Z, 8., vielfach verb. und verm. Auflage, Hahn, Leipzig 1838. 1932 Sp.
- Ausführliches lateinisch-deutsches Handwörterbuch. 8., verbesserte und vermehrte Auflage. Hannover 1913–1918.